# Paul Schwebes

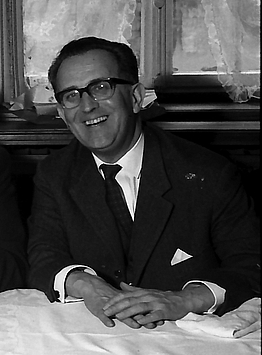
Paul Schwebes (1964)

Paul Schwebes (* 19. April 1902 in Stargard in Pommern; † 10. März 1978 in Berlin) war ein deutscher Architekt der Nachkriegsmoderne mit einer herausragenden regionalen Bedeutung für die Berliner Architektur nach dem Zweiten Weltkrieg.

## Leben
1922 begann Paul Schwebes sein Studium. Nach der Künstlerdatenbank des Instituts für Auslandsbeziehungen soll er in Wien und Darmstadt studiert haben, nach dem Berliner Bezirkslexikon in Berlin. 1927 schloss er sein Studium mit dem akademischen Grad eines Diplom-Ingenieurs ab. Im selben Jahr wurde er Mitarbeiter im Architekturbüro von Bruno Paul.
1933 machte er sich mit einem eigenen Architekturbüro selbständig. Ende der 1930er Jahre zog er nach Berlin. In den 1940er Jahren hatte er ein gemeinsames Büro mit dem Architekten Rudolf Ulbrich. Während des Wiederaufbaus Berlins in den 1950er und 1960er Jahren gehörte Schwebes zu den am meisten beschäftigten Architekten der Stadt und arbeitete 1956 bis 1968 in Bürogemeinschaft mit Hans Schoszberger.

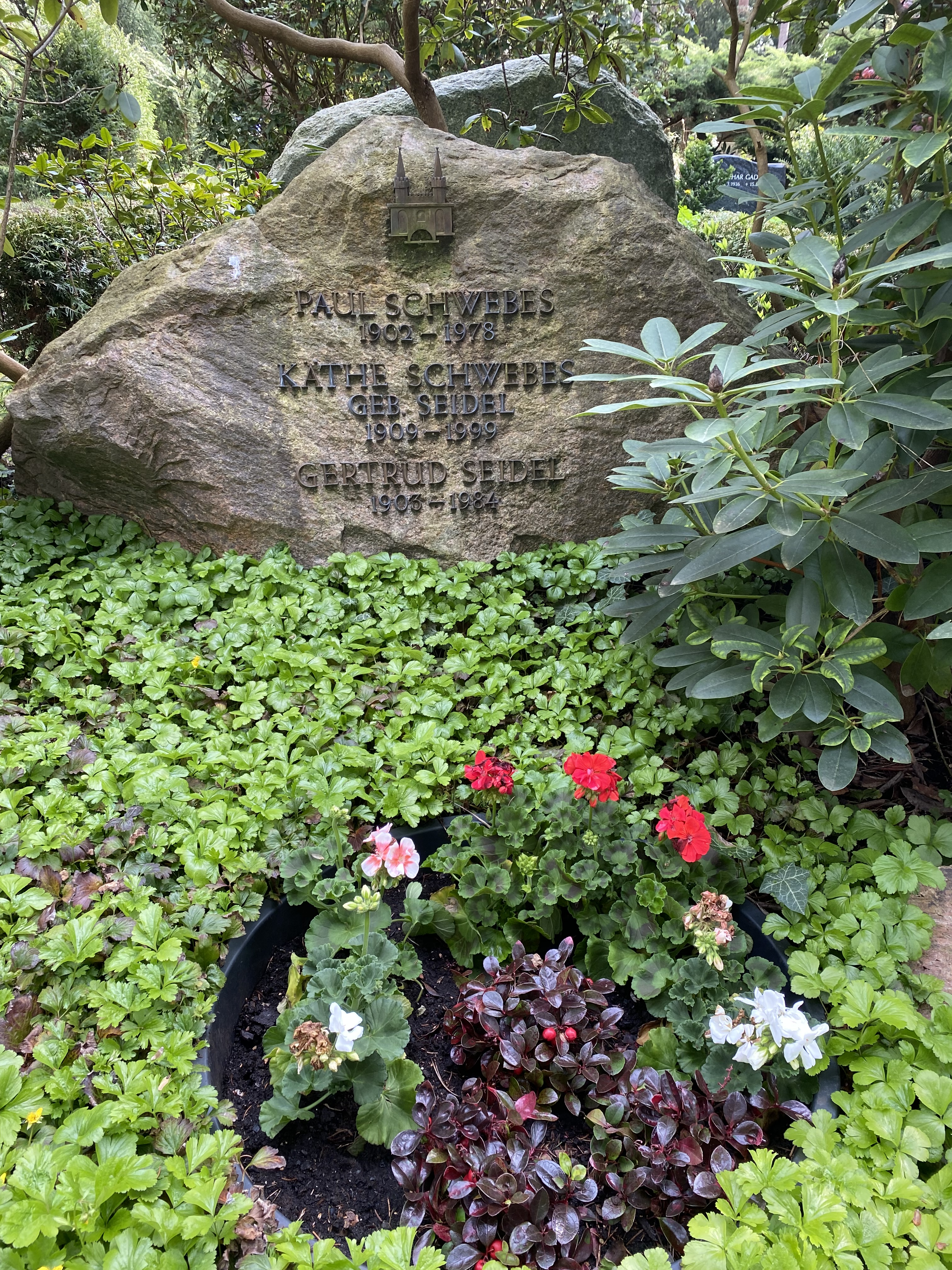
Grab auf dem Waldfriedhof Dahlem

Paul Schwebes wurde auf dem Waldfriedhof Dahlem (Feld 010-235) beigesetzt.

## Bauten (Auswahl)

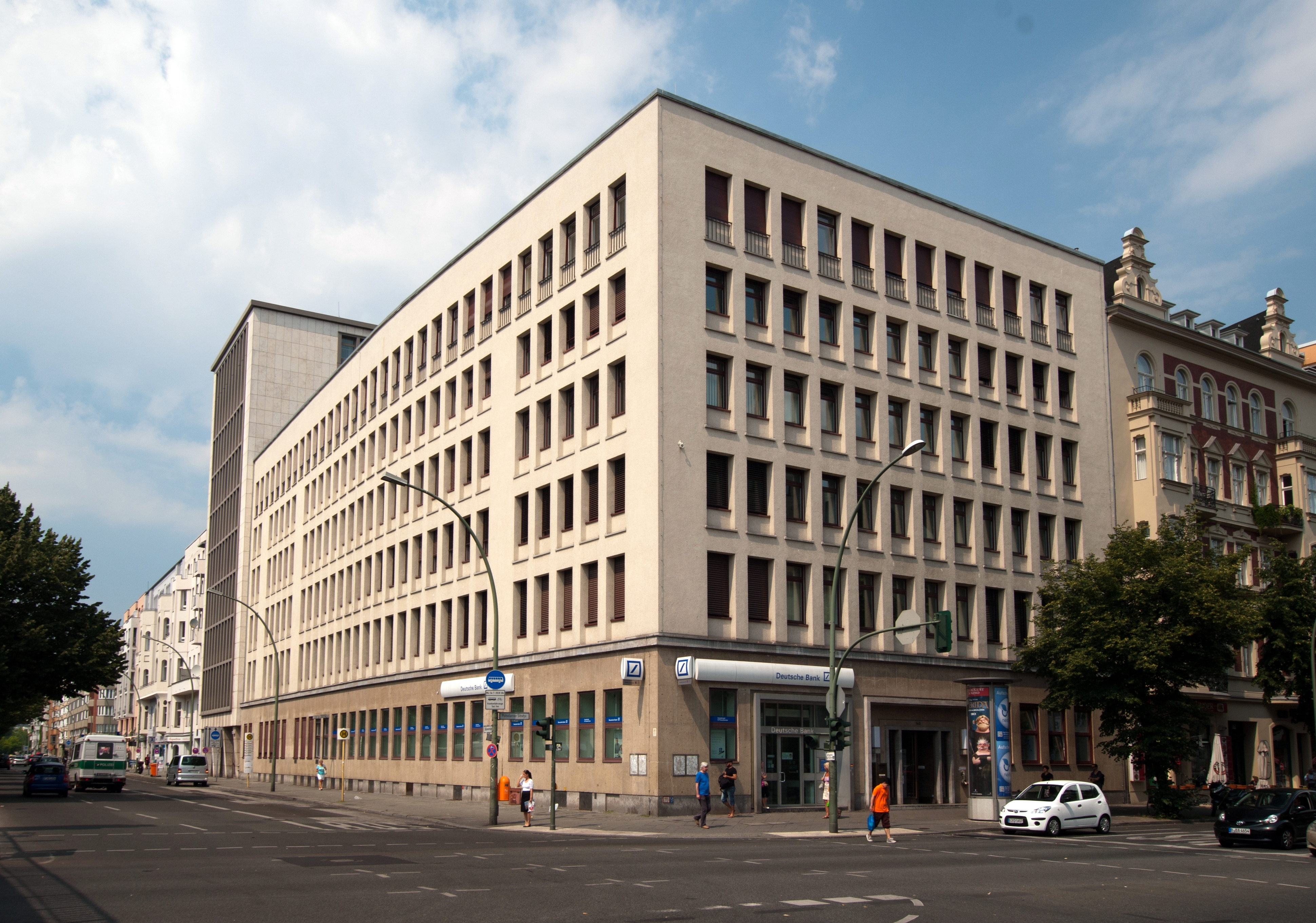
Geschäftshaus Potsdamer Straße 140

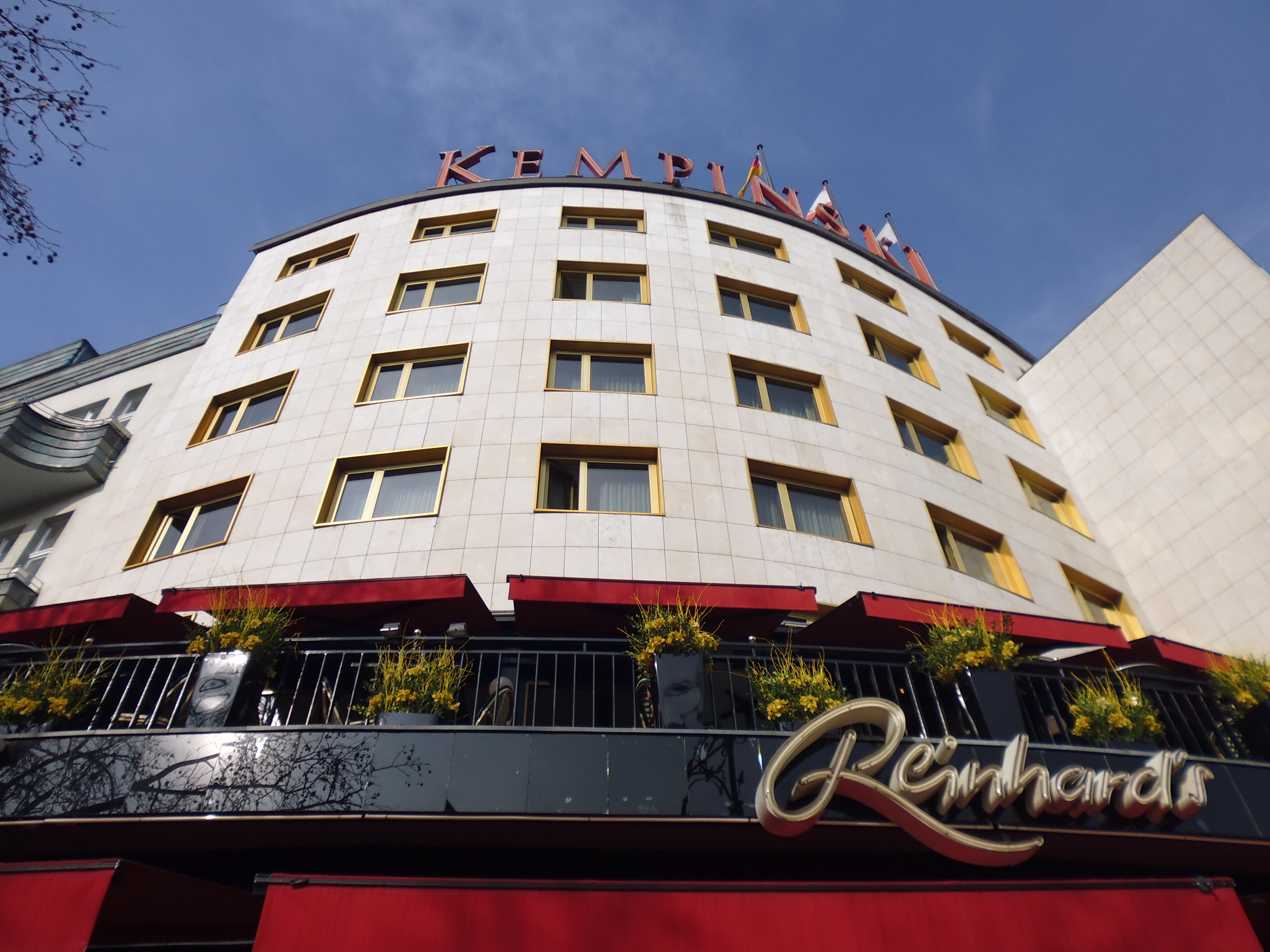
Kempinski Hotel Bristol Berlin

- 1930: Wohnhaus für den Arzt F. Witting in Berlin-Zehlendorf, Bogenstraße 10 (unter Denkmalschutz)[1]
- 1950–1951, 1955–1957: Geschäftshaus für die Berliner Diskonto-Bank AG, Potsdamer Straße 140 / Bülowstraße 85–88 (unter Denkmalschutz)[2]
- 1951–1952: Kempinski Hotel Bristol Berlin, Kurfürstendamm 27 / Fasanenstraße 16–21 (unter Denkmalschutz)[3]
- 1953: Kaufhaus Held an der Bundesallee
- 1953–1955: Allianz-Haus, Joachimsthaler Straße 10–12 (mit Alfred Gunzenhauser; unter Denkmalschutz)[4]
- 1954: Vereinshaus der Berliner Kaufleute und Industriellen, Fasanenstraße (bis 1993 unter Denkmalschutz; um 1994 abgebrochen)[5]
- 1954–1956: Geschäftshaus Königsstadt, Kurfürstendamm 33 (Ladenzone, Vestibül und Treppenhaus unter Denkmalschutz)[6]
- 1955: Kaufhaus DeFaKa, Rankestraße 36 / Tauentzienstraße 13 (unter Denkmalschutz)[7]
- 1955–1956: Gebäude der Agrippina Lebensversicherungs-AG, Rankestraße 5/6 (unter Denkmalschutz)[8]
- 1955–1956: Haus Hardenberg, Hardenbergstraße (unter Denkmalschutz)[9]
- 1955–1957: Zentrum am Zoo (mit Hans Schoszberger), u. a. Bikini-Haus, Huthmacher-Haus
- 1956–1957: Wiederaufbau der Deutschlandhalle (2012 abgebrochen)
- 1957–1958: Hotel Berlin Hilton, heute InterContinental Berlin, Budapester Straße (mit Hans Schoszberger; unter Denkmalschutz)[10]
- 1958–1960: Telefunken-Hochhaus, Ernst-Reuter-Platz (mit Hans Schoszberger; unter Denkmalschutz)[11]
- 1961–1963: Hotel Conti Hansa in Kiel (mit Hans Schoszberger)
- 1965–1967: Wohn- und Geschäftshaus Kurfürstendamm 202 (seit 1999: Hollywood Media Hotel am Kurfürstendamm)